# Juan Lorenzo Colipí
Juan Lorenzo Colipí (Purén, siglo XIX-Santiago, 19 de noviembre de 1839) fue un indígena mapuche que se integró al Ejército de Chile, donde por su valentía y méritos logró escalar hasta el grado de capitán. Tuvo una destacada participación en la guerra contra la Confederación Perú-Boliviana (1836-1839).

## Biografía

### Familia
Nació en Purén, como uno de los 24 hijos del cacique abajino (nagche) Lorenzo Colipí, quien habitaba en los llanos de Purén.
La familia Colipí mantuvo buenas relaciones con el Estado chileno y esto permitió que Juan Lorenzo hablara, además del mapudungun, el español con fluidez. Nunca renegó de su origen amerindio.

### Carrera militar
Ingresó al Ejército de Chile, siendo adscrito a la 4.ª Compañía de infantería a pie del Batallón Valdivia el 13 de enero de 1835.
Participó en la Guerra contra la Confederación Perú-Boliviana y rápidamente fue ascendido a sargento segundo siendo transferido a la 3.ª Compañía del mismo batalló en enero de 1836.
En septiembre de 1837 fue ascendido a sargento primero y transferido al Batallón Carampangue. Sus participaciones más importantes fueron:
- En el combate del puente de Llaclla (17 de diciembre de 1838), donde como subteniente y con 11 hombres contuvo a punta de rifle y combate cuerpo a cuerpo a 50 confederados y protegió el repliegue del ejército chileno en la alta sierra peruana.
- En el combate del puente de Buin (6 de enero de 1839), donde sostuvo su posición durante la retirada y cruce del puente de su ejército. En enero de 1839 fue ascendido a oficial con el grado de teniente primero y en marzo siguiente fue ascendido a capitán por el general Manuel Bulnes.

Por su actuación, fue reconocido por el Ejército y condecorado, mas no hubo reconocimiento gubernamental; sin embargo, según cuenta la leyenda, su padre no aceptó la condecoración por «ya estar condecorado al ser un Colipí».

Falleció el 2 de febrero de 1850 por envenenamiento por acción de un tercero, según fuera predicado por sus familiares, posiblemente por encargo de su rival arribano (wenteche) Juan Mangin Hueno.